# Unix International
Unix International (UI) was een vereniging die in 1988 werd opgericht om open standaarden te promoten, met name het Unix-besturingssysteem. De meest opvallende leden waren AT&T en Sun Microsystems. Er werd algemeen aangenomen dat de bestaansreden van UI was om een tegenwicht te vormen voor de Open Software Foundation (OSF), die op zijn beurt opgericht was als reactie op het Unix-partnerschap tussen AT&T en Sun uit die tijd. UI en OSF vertegenwoordigden dus de twee kanten van de Unixoorlogen eind jaren tachtig en begin jaren negentig.
In mei 1993 kondigden de belangrijkste leden van zowel UI als OSF het Common Open Software Environment (COSE) initiatief aan. Dit werd gevolgd door de samenvoeging van UI en OSF tot een "nieuwe OSF" in maart 1994, die op zijn beurt in 1996 fuseerde met X/Open en zo The Open Group vormde.